# Uchu Keiji Shaider
Uchu Keiji Shaider (宇宙刑事シャイダー, Uchū Keiji Shaidā, vertaald Space Sheriff Shaider) is een Japanse tokusatsuserie geproduceerd door Toei Company. De serie is onderdeel van Toei’s Metal Heroes series, en de derde serie in de Space Sheriff trilogie.
De serie werd van 1984 t/m 1985 uitgezonden op TV Asahi en bestond uit 48 afleveringen. Verder verschenen er twee films over Shaider, en een cross-over special met de andere twee Space Sheriff series. Beeldmateriaal van deze serie werd door het Amerikaanse bedrijf Saban Entertainment gebruikt voor het tweede seizoen van de serie VR Troopers.

## Verhaal
De serie draait om Dai Sawamura, een archeoloog die nadat hij een aantal vreemde figuren op de Nazca vlakte weet te ontcijferen door de Galactic Union Police wordt gerekruteerd en opgeleid tot de derde Space Sheriff van de aarde.
Na zijn opleiding wordt hij meteen naar de Aarde gestuurd aangezien deze bedreigd wordt door de Fuuma, een eeuwenoud kwaadaardig leger dat 12,000 jaar geleden ook al probeerde het universum te veroveren maar toen verslagen werd door een held genaamd Shaider. Daar hij nu de Fuuma moet tegenhouden, vernoemd Dai zijn Space Sheriff alter ego naar deze held. Samen met een vrouw genaamd Annie gaat hij het gevecht aan met de Fuuma.

## Personages

### Protagonisten
- Dai Sawamura (Sawamura Dai) /Shaider: een archeoloog die werd opgeleid tot Space Sheriff. Hij is vernoemd naar de legendarische held Shaider. Net als zijn gelijknamige voorganger moet hij de Fuuma tegenhouden en voorkomen dat ze het universum veroveren. Hij patrouilleert vaak in de straten met een blauwe Suzuki SJ uit de jaren 80.

- Annie: Dai’s vriend en klasgenoot wiens thuiswereld, Mount, vernietigd werd door de Fuuma.

- Commandant Qom: de commandant van de Galactic Union Patrol en vader van Mimi. Net als zijn twee voorgangers ontvangt Dia van hem al zijn bevelen en opdrachten.

- Marin: de assistente van Qom.

- Mimi (1; cross-over): de dochter van Qom en de assistente/vriendin/verloofde van Gavan. Ze is nu een lerares op de Space Sheriff School. Na het laatste gevecht met de Fuuma trouwt ze met Gavan.

- Gavan (44; 48; cross-over): kapitein van de Galactic Union Patrol en voorheen een Space Sheriff van de Aarde. Hij vecht op de Bird Planet ook met de Fuuma.

- Sharivan (44; 48; cross-over): ook een voormalige Space Sherriff van de Aarde, die nu is toegewezen aan de Iga planeet. Hij verdedigt deze planeet tegen de Fuuma.

- Ullu (1; 46): Dai, Annie en Keith’s klasgenoot. Hij komt om bij een aanval van de Fuuma op zijn thuisplaneet.

- Keith (1; 46): Eveneens een klasgenoot van Dai en Annie. Komt net als Ullu om bij een aanval op zijn thuisplaneet.

### Strange World Fuuma
Een leger of religie afkomstig uit een andere dimensie genaamd de Strange World dimension. Probeerde 12,000 jaar geleden al eens het universum te veroveren, maar werd toen gestopt door de held Shaider
- Great Emperor Kubilai: de god van de Fuuma. Hij is een enorm goudkleurig hoofd met rode ogen op de muur van het Fuuma paleis. Hij had ooit een lichaam, maar verloor dit toen de legendarische Shaider zijn hoofd afhakte. Kubilai’s voornaamste doel is dan ook zijn lichaam terugvinden en weer een geheel worden. Dit lukte hem ook bijna, maar de hedendaagse Shaider kwam tussenbeide en vernietigde Kubilai’s lichaam voorgoed. Later kreeg Kubilai een nieuw robotisch lichaam en bevocht Shaider persoonlijk. Hij kwam bij dit gevecht om.

- God Officer Poe: Kubilai’s kleinzoon die voor hem werkt als strateeg en adviseur. Hij is tevens de maker van de Fuuma monsters. Poe is enorm ijdel en egoïstisch. Via een elixer blijft hij er jong uitzien, hoewel hij al 15,000 jaar oud is. Hij werd vernietigd in aflevering 48 nadat Kubilai was gedood, aangezien zonder hem de andere Fuuma niet konden bestaan.

- Commandant Hessler: een veldcommandant van de Fuuma. Hij houdt toezicht op alle aanvallen op de Aarde. Hij heeft een jongere broer, Himley, met wie hij vaak conflicten heeft. Hij werd vernietigd door Shaider in aflevering 45.

- Himley(28): Hessler's broer. Draagt een harnas dat is gebaseerd op een spin en vecht met twee zwaarden en een drietand. Hij probeerde Hessler te verraden en diens positie in te nemen. Daarom werd hij door Hessler vernietigd.

- Girl's Army: een team van vijf kunoichi getraind in de meest gewelddadige vechtkunsten. Ze hebben geen individuele namen. Twee van hen werden vernietigd in aflevering 44 en 45. In de laatste aflevering verslond Kubilai de overige drie voor extra kracht.

- Miraclers: de soldaten van de Fuuma.

- Omega: een buitenaardse huurmoordenaar die in de eerste film naar de Aarde kwam. Hij lijkt op Space Sheriffs te jagen, en ging ook al achter Gavan en Harivan aan. Hij is geen lid van de Fuuma.

## Cast
- Dai Sawamura / Shaider: Hiroshi Tsuburaya
- Annie: Naomi Morinaga
- Commander Kom: Toshiaki Nishizawa
- Marin: Kyoko Nashiro
- Kojiro Aoyama: Noboru Mitsutani
- Kubirai: Shōzō Izuka(voice)
- Poe: Jun Yoshida
- General Hestler/Fuuma: Tomodachi Takayuki
- Narrator: Toru Ohira

## Videospel
Een videospel gebaseerd op de serie genaamd The Space Sheriff Spirits kwam uit voor de PlayStation 2 op 25 mei 2006. Dit spel werd uitgebracht door Bandai Namco. De acteurs voor Gavan en Sharivan spraken de stemmen van hun personages in voor het spel. Voor Shaider zelf was dit niet mogelijk daar Hiroshi Tsuburaya was overleden voordat het spel werd ontwikkeld.

## Filipijnse remake
In de Filipijnen verscheen in 2007 een remake van de serie getiteld Zaido: Pulis Pangkalawakan. De serie telt 100 afleveringen.

## Trivia
- Jun Yoshida deed oorspronkelijk auditie voor de rol van Sawamura Dai/Shaider.
- Kubilai’s naam was een woordspeling op de naam Koeblai Khan en het Japanse woord voor “hoofd” ("kubi").
- Shaider was geïnspireerd door acteur Roy Scheider, die in Japan populair werd door zijn rol in Jaws.
- De speciale cross-over van de drie Space Sheriff series wordt ook wel gezien als de 49e aflevering van deze serie.